# جفرسون سيتي (ميزوري)

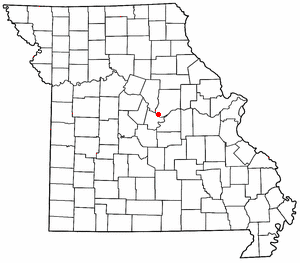
جفرسون سيتي في ميزوري

جفرسون سيتي (بالإنجليزية: Jefferson City) هي عاصمة ولاية ميزوري وترتيبها الخامس عشر بين أكبر مدن الولاية. وهي أيضا مقر مقاطعة كول والمدينة الرئيسية في منطقة جيفرسون سيتي العمرانية الإحصائية. سميت المدينة على توماس جيفرسون، الرئيس الثالث للولايات المتحدة.
تقع المدينة على الحافة الشمالية من هضبة الأوزارك على الجانب الجنوبي من نهر ميزوري في منطقة تعرف باسم ميد ميزوري. كما تقع على الطرف الغربي من إحدى أهم المناطق الرئيسية لإنتاج النبيذ في الغرب الأوسط وهي ميزوري راينلاند. المدينة هي مقر كابيتول الولاية الذي يرتفع من جرف يطل على نهر ميزوري إلى الشمال؛ وقد اجتاز لويس وكلارك الجرف في رحلتهما التاريخية فوق النهر قبل أن يقيم الأوروبيون أي مستوطنة هناك.
تعتمد أغلب الوظائف في المدينة على قطاع الخدمات والصناعات التحويلية، على غرار غيرها من مدن الغرب الأوسط. جيفرسون سيتي هي أيضا موطن جامعة لينكون، وهي جامعة تاريخية سوداء تأسست في عام 1866 من قبل الفوج 62 من القوات الملونة الأمريكية بدعم إضافي من الفوج 65 من القوات الملونة الأمريكية.

## التركيبة السكانية
قام مكتب تعداد الولايات المتحدة بتحديد بيانات التركيبة السكانية لجفرسون سيتي في تعداد الولايات المتحدة. في ما يلي، التركيبة السكانية حسب تعدادي 2000 و2010.

### تعداد عام 2000
بلغ عدد سكان جفرسون سيتي 39,636 نسمة بحسب تعداد عام 2000، وبلغ عدد الأسر 15,794 أسرة وعدد العائلات 9,207 عائلة مقيمة في المدينة. في حين سجلت الكثافة السكانية 1,454.4 نسمة لكل ميل مربع (561.5/كم2). وبلغ عدد الوحدات السكنية 16,987 وحدة بمتوسط كثافة قدره 623.3 نسمة لكل ميل مربع (240.7/كم2).
وتوزع التركيب العرقي للمدينة بنسبة 81.5% من البيض و 0.4% من الأمريكيين الأصليين و 1.2% من الأمريكيين ذوي الأصول الآسيوية و 0.1% من سكان جزر المحيط الهادئ و 14.7% من الأمريكيين الأفارقة و 1.5% من عرقين مختلطين أو أكثر.
بلغ عدد الأسر 15,794 أسرة كانت نسبة 27.9% منها لديها أطفال تحت سن الثامنة عشر تعيش معهم، وبلغت نسبة الأزواج القاطنين مع بعضهم البعض 44.4% من أصل المجموع الكلي للأسر، ونسبة 10.8% من الأسر كان لديها معيلات من الإناث دون وجود شريك، وكانت نسبة 41.7% من غير العائلات. تألفت نسبة 36.1% من أصل جميع الأسر من أفراد ونسبة 11.9% كانوا يعيش معهم شخص وحيد يبلغ من العمر 65 عاماً فما فوق. وبلغ متوسط حجم الأسرة المعيشية 2.90، أما متوسط حجم العائلات فبلغ 2.21.
بلغ العمر الوسطي للسكان 36 عاماً. وكانت نسبة 20.9% من القاطنين تحت سن الثامنة عشر، وكانت نسبة 11.0% بين الثامنة عشرة والأربعة وعشرين عاماً، ونسبة 32.1% كانت واقعةً في الفئة العمرية ما بين الخامسة والعشرين والأربعة وأربعين عاماً، ونسبة 22.0% كانت ما بين الخامسة والأربعين والرابعة والستين، ونسبة 14.0% كانت ضمن فئة الخامسة والستين عاماً فما فوق. يوجد لكل 100 أنثى 105.3 ذكر، ويوجد لكل 100 أنثى في الثامنة عشر من عمرها فما فوق 106.6 ذكر.
بلغ متوسط دخل الأسرة في المدينة 39,628 دولار، أما متوسط دخل العائلة فبلغ 52,627 دولار. وكان متوسط دخل الذكور 35,050 دولار مقابل 25,521 دولار للإناث. وسجل دخل الفرد الخاص بالمدينة 21,268 دولار. وكانت نسبة 7.3% من العائلات ونسبة 11.5% من السكان تحت خط الفقر، وكان من هؤلاء نسبة 17.1% تحت سن الثامنة عشر ونسبة 7.1% في الخامسة والستين من العمر وما فوق.

### تعداد عام 2010
بلغ عدد سكان جفرسون سيتي 43,079 نسمة بحسب تعداد عام 2010، وبلغ عدد الأسر 17,278 أسرة وعدد العائلات 9,969 عائلة مقيمة في المدينة. في حين سجلت الكثافة السكانية 1,198.3 نسمة لكل ميل مربع (462.7/كم2). وبلغ عدد الوحدات السكنية 18,852 وحدة بمتوسط كثافة قدره 524.4 لكل ميل مربع (202.5/كم2).
وتوزع التركيب العرقي للمدينة بنسبة 78.0% من البيض و 0.3% من الأمريكيين الأصليين و 1.8% من الأمريكيين ذوي الأصول الآسيوية و 0.1% من سكان جزر المحيط الهادئ و 16.9% من الأمريكيين الأفارقة و 2.2% من عرقين مختلطين أو أكثر.
بلغ عدد الأسر 17,278 أسرة كانت نسبة 28.8% منها لديها أطفال تحت سن الثامنة عشر تعيش معهم، وبلغت نسبة الأزواج القاطنين مع بعضهم البعض 41.6% من أصل المجموع الكلي للأسر، ونسبة 12.4% من الأسر كان لديها معيلات من الإناث دون وجود شريك، بينما كانت نسبة 3.7% من الأسر لديها معيلون من الذكور دون وجود شريكة وكانت نسبة 42.3% من غير العائلات. تألفت نسبة 36.2% من أصل جميع الأسر من أفراد ونسبة 11.5% كانوا يعيش معهم شخص وحيد يبلغ من العمر 65 عاماً فما فوق. وبلغ متوسط حجم الأسرة المعيشية 2.89، أما متوسط حجم العائلات فبلغ 2.21.
بلغ العمر الوسطي للسكان 37.5 عاماً. وكانت نسبة 10.3% بين الثامنة عشرة والأربعة وعشرين عاماً، ونسبة 28.6% كانت واقعةً في الفئة العمرية ما بين الخامسة والعشرين والأربعة وأربعين عاماً، ونسبة 26.8% كانت ما بين الخامسة والأربعين والرابعة والستين، ونسبة 13.4% كانت ضمن فئة الخامسة والستين عاماً فما فوق. وتوزع التركيب الجنسي للسكان بنسبة 51.2% ذكور و48.8% إناث.

## وصلات خارجية
- الموقع الرسمي